# هرم نفر إر كارع كاكاي
```
تم بناء 
هرم نفر إر كارع كاكاي
 
[
1
]
 لفرعون 
الأسرة الخامسة
 
نفر إر كارع كاكاي
 في القرن 25 ق.م. 
[
2
]
 
[
ا
]
 كان أطول مبنى يقع على أعلى موقع في مقبرة 
أبو صير (البدرشين)
وجدت بين 
الجيزة
 
وسقارة
 وما زال بناء الهرم فوق المقبرة حتى اليوم. الهرم مهم أيضا لأن إخلائه أدى إلى اكتشاف 
برديات أبو صير
.
```

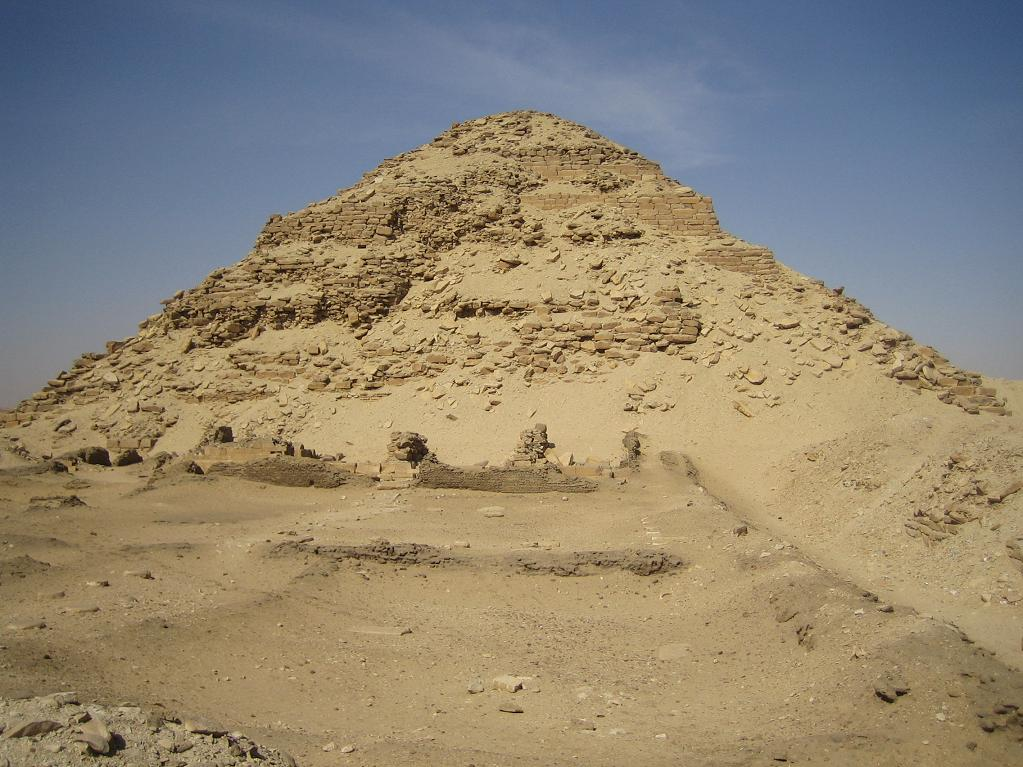
هرم نفر إر كارع كاكاي

تميزت الأسرة الخامسة بنهاية الهياكل الهرمية العظيمة خلال عصر الدولة القديمة. كانت أهرامات هذا العصر أصغر وأصبحت أكثر توحيدًا على الرغم من انتشار زخرفة الإغاثة المعقدة. انحرف هرم نفر إر كارع كاكاي عن بقية الأهرام لأن تم بناؤه في الأصل كهرم مدرج: نشأ التصميم بعد الأسرة الثالثة (القرن 26 أو 27 ق.م.).  تم بعد ذلك تنفيذ الهرم في الخطوة الثانية مع تعديلات تهدف إلى تحويله إلى هرم حقيقي؛  ، ومع ذلك ترك وفاة الفرعون العمل ليتم الانتهاء من قبل خلفائه. تم الانتهاء من الأعمال المتبقية على عجل وذلك باستخدام مواد بناء أرخص.
بسبب الظروف افتقر نصب نفر إر كارع كاكاي إلى عدة عناصر أساسية لمجمع الهرم حيث لم يحتوى على معبد جنائزي أو جسر يصله بمعبد العبادة. بدلاً من ذلك تم استبدالهم بمستوطنة صغيرة من المنازل المبنية من الطوب اللبن جنوب الهرم حيث يمكن للكهنة العبادة وممارسة أنشطتهم اليومية، بدلاً من بلدة الهرم المعتادة بالقرب من معبد الوادي. واكتشاف برديات أبو صير في التسعينيات يرجع إلى هذا. عادة كان من الممكن احتواء البرديات في مدينة الهرم حيث كان من المؤكد تدميرها. أصبح الهرم جزءًا من مقبرة عائلية أكبر. يوجد بجوار الهرم بعض المعالم الأثرية مثل مقبرة الملكة خنتكاوس الثانية؛ ويوجد مقابر أبناؤه نفر إف رع وني وسر رع في المناطق المحيطة. على الرغم من أن بنائها بدأ تحت حكام مختلفين فقد تم الانتهاء من هذه الآثار الأربعة جميعها في عهد ني وسر رع.

## الموقع والحفر
يقع هرم نفر إر كارع كاكاي أعلى مقابر أبوصير بين سقارة وهضبة الجيزة.  افترض أن أبو صير كانت ذا أهمية كبيرة في الأسرة الخامسة بعد أن بنى أوسركاف، أول حاكم معبده للشمس وقام خلفه ساحورع بافتتاح مقبرة ملكية هناك بنصب تذكاري جنائزي.   كان خليفة ساحورع،  ابنه نفر إر كارع كاكاي هو الحاكم الثاني الذي يُدُفن في المقبرة.     يقترح عالم المصريات جارومير كريجي عددًا من الفرضيات لموقف مجمع نفر إر كارع كاكاي فيما يتعلق بمجمع ساحور: (1) أن نفر إر كارع كاكاي كان مدفوعًا للنأي بنفسه عن ساحورع وبالتالي اختار العثور على مقبرة جديدة وإعادة تصميم خطة المقبرة لتمييزها عن ساحورع؛ (2) أن الضغوط الجيومورفولوجية  –  خاصة المنحدر بين مجمعات نفر إر كارع كاكاي وساحورع  –  تطلبت من نفر إر كارع كاكاي تحديد موقع الدفن في مكان آخر؛ (3) على أساس أن الموقع هو أعلى نقطة ربما اختارها نفر إر كارع كاكاي لضمان أن يهيمن مجمعه على المنطقة المحيطة؛ (4) أنه قد تم اختيار الموقع عن قصد لبناء الهرم بما يتماشى مع مصر الجديدة.   يمثل خط أبوصير القطري خطًا تصوريًا يربط بين الزوايا الشمالية الغربية لأهرامات نفر إر كارع كاكاي وساحورع ونفر إف رع. وهو مشابه لمحور الجيزة الذي يربط الزوايا الجنوبية الشرقية لأهرامات الجيزة ويتقارب مع أبوصير إلى نقطة في مصر الجديدة.  
أثر موقع المجمع على عملية البناء. يذكر عالم المصريات ميروسلاف بارتا أن أحد العوامل الرئيسية التي تؤثر على الموقع هو موقعهم بالنسبة إلى العاصمة الإدارية  في المملكة القديمة  المعروفة اليوم باسم ممفيس.   بشرط أن يكون موقع ممفيس القديم معروفًا بدقة فإن مقبرة أب صير لم تتجاوز 4 كيلومتر (2.5 ميل) من وسط المدينة.  كانت الفائدة من قرب الموقع من المدينة هي زيادة الوصول إلى الموارد والقوى العاملة.  جنوب غرب أبوصير بحيث يمكن للعمال استغلال مقلع الحجر الجيري لجمع الموارد لتصنيع كتل البناء المستخدمة في بناء الهرم. كان المحجر الجيري هناك سهلاً بشكل خاص بالنظر إلى أن طبقات الحصى والرمل والتفلت تقع في الحجر الجيري إلى شرائح رفيعة تتراوح بين 0.60 متر (2.0 قدم) و 0.80 متر (2 قدم 7 بوصة) سميكة مما يجعلها أسهل لإزاحة من المصفوفة. 
في عام 1838، قام عالم المصريات البريطاني جون شاي بيرنج بإخلاء مداخل أهرامات ساحور ونفر إر كارع كاكاي ونيوسير.  وبعد خمس سنوات اكتشف عالم المصريات البروسي ريتشارد ليبسيوس مقبرة أبوصير ومخطط هرم نفر إر كارع كاكاي في القرن الحادي والعشرين .  كان ليبسيوس هو الذي اقترح النظرية التي تم فيها تطبيق طريقة طبقة التراكم  للبناء على أهرامات الأسرة الخامسة والسادسة.  أحد التطورات المهمة اكتشاف برديات أبوصير، التي عثر عليها في معبدنفر إف رع خلال الحفريات غير المشروعة في عام 1893.  في عام 1902عالم المصريات الألماني لودفيغ بورشاردت عمل في في البعثة الألمانية التي أنقذت تلك الأهرامات اكتشفت معابدها المجاورة والجسور المحفورة.   تم نشر النتائج التي توصل إليها في 1909.   كان لدى المعهد التشيكي لعلم المصريات مشروع تنقيب طويل الأجل يدور في الموقع منذ الستينيات.  

## مجمع الهرم

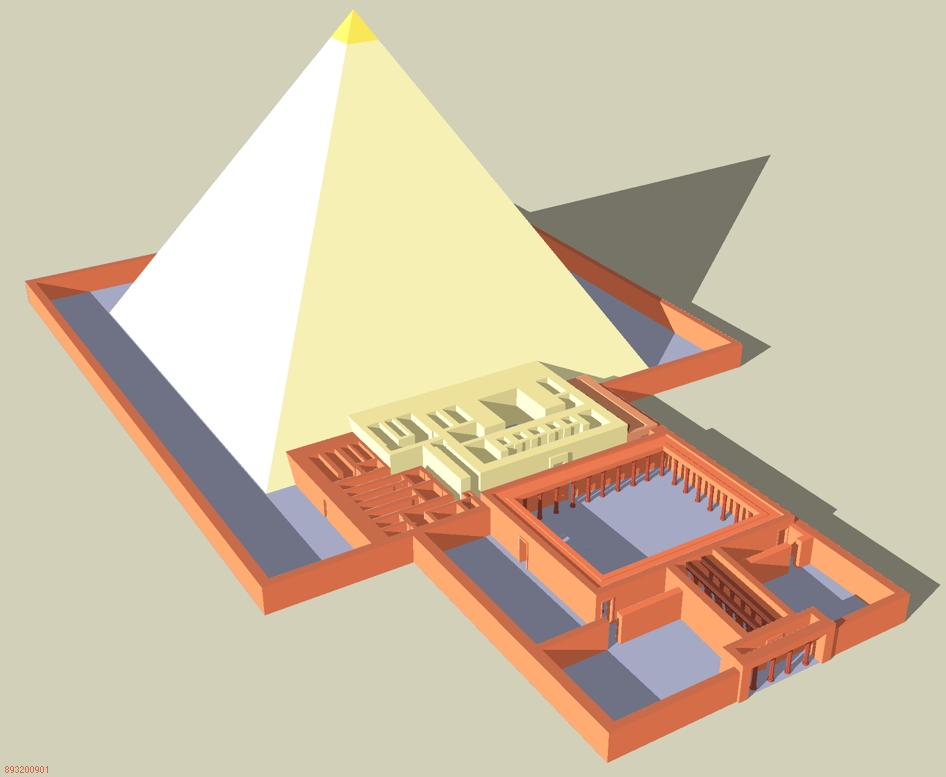
نموذج ثلاثي الأبعاد لمجمع هرم نفر إر كارع

### التخطيط
خضعت تقنيات بناء الأهرام لعملية انتقال في الأسرة الخامسة.  تضاءلت آثار الأهرامات، وتضاءل تصميم معبد جنائزي تغيرت، وأصبحت البنية التحتية للهرم موحدة.   على النقيض من ذلك، نقش بارز تكاثر الديكور  وتم إثراء المعابد بمجمعات تخزين أكبر. 
لقد تطور هذان التغييران المفاهيميان بحلول وقت حكم ساحورع على أبعد تقدير. يشير مجمع ساحورع الجنائزي إلى أن التعبير الرمزي من خلال الزخرفة أصبح مفضلاً على الحجم الهائل. على سبيل المثال، احتوى مجمع الأسرة الرابعة للملك خوفو على إجمالي 100 متر طولي (330 قدمًا طوليًا) مخصصًا للزخرفة، بينما كان معبد ساحورع يحتوي على حوالي 370 مترًا طوليًا (1200 قدمًا طوليًا) مخصصًا للإغاثة الزخارف.  يحدد Bárta أن مساحة التخزين في المعابد الجنائزية تتسع باستمرار منذ عهد هرم نفر إر كارع وما بعده.  كان هذا نتيجة لـ المركزة المشتركة للتركيز الإداري على العبادة الجنائزية، وزيادة عدد الكهنة والمسؤولين المشاركين في الحفاظ على الطائفة، وزيادة عائداتهم.   اكتشاف بقايا كبيرة من الأواني الحجرية - معظمها مكسورة أو غير مكتملة - في المعابد الهرمية في ساحورع، ونفيرركاري، ونفر ف رع يشهد على هذا التطور. 
تتكون المجمعات الجنائزية في الدولة القديمة من خمسة مكونات أساسية: (1) معبد الوادي. (2) طريق. (3) معبد جنائزي. (4) هرم العبادة. و (5) الهرم الرئيسي.  كان لمجمع الجنائز في نفر إر كارع عنصرين فقط من هذه العناصر الأساسية: معبد جنائزي تم بناؤه على عجل من طوب اللبن والخشب الرخيص؛    وأكبر هرم رئيسي في الموقع.  تم اختيار معبد الوادي والجسر اللذين كانا مخصصين في الأصل لنصب نفر إر كارع التذكاري بواسطة ني اوسر رع لإنشاء مجمع الجنائز الخاص به.  على العكس من ذلك، هرم العبادة لم يتم بناءه أبدًا، كنتيجة لـ الاندفاع لإكمال النصب التذكاري بعد وفاة نفركيركير.  كان استبداله عبارة عن مستوطنة صغيرة ومساكن شيدت من الطوب اللبن إلى الجنوب من المجمع حيث يعيش الكهنة.  من الطوب الهائل تم بناء جدار الإغلاق حول محيط الهرم والمعبد الجنائزي لإكمال النصب الجنائزي لنفر إر كارع 

### الهرم الرئيسي
كان المقصود من هذا البناء أن يكون هرمًا مدرجًا وهو اختيار غير عادي لملك الأسرة الخامسة بالنظر إلى أن عصر الأهرامات المدرجة قد انتهى مع عصر الأسرة الثالثة (القرن 26 أو القرن 27 قبل الميلاد)، وهذا يتوقف على الباحث والمصدر.     السبب وراء هذا الاختيار غير مفهوم.   ينظر عالم المصريات ميروسلاف فيرنر إلى وجود علاقة تكهنية بأن نفر إر كارع كاكاي كان «مؤسس سلالة جديدة»  على الرغم من أنه يفكر أيضًا في إمكانية وجود أسباب دينية و سياسة قوية كذلك.  احتوى المبنى الأول على ست خطوات وضعت بعناية   من الكتل الحجرية عالية الجودة  يصل ارتفاعها إلى 52 متر (171 قدم؛ 99 ذراع).  كان من المفترض تطبيق غلاف من الحجر الجيري الأبيض على الهيكل  ولكن بعد اكتمال الحد الأدنى من العمل على ذلك امتد فقط إلى المصصطبة الأولى  أعيد تصميم الهرم ليشكل «هرمًا حقيقيًا».   يصف فيرنر هيكل هرم الأسرة الخامسة على هذا النحو ؛

### بنية الهرم
شيدت سقوف الدفن والحجر الأمامي بثلاث طبقات من الحجر الجيري. تشتت الحزم الوزن من البنية الفوقية على جانبي المم مما يمنع الانهيار.   نهب اللصوص غرف الحجر الجيري مما جعل من المستحيل إعادة بنائها بشكل صحيح  على الرغم من أنه لا يزال من الممكن تمييز بعض التفاصيل. وهي كانت كلتا الغرفتين موجهتين على طول المحور الشرقي الغربي وكان كلا المجلسين متماثلين كان غرفة الانتظار أقل من الاثنين و كلتا الغرفتين كان لها نفس سقف النمط ويحتويان على طبقة واحدة من الحجر الجيري. 
بشكل عام البنية التحتية تالفة بشكل كبير: غطى انهيار طبقة من عوارض الحجر الجيري غرفة الدفن.  لم يتم العثور على أي أثر للمومياء أو التابوت أو أي معدات للدفن في الداخل.   شدة الأضرار التي لحقت البنية التحتية يمنع المزيد من الحفر. 

## برديات أبو صير

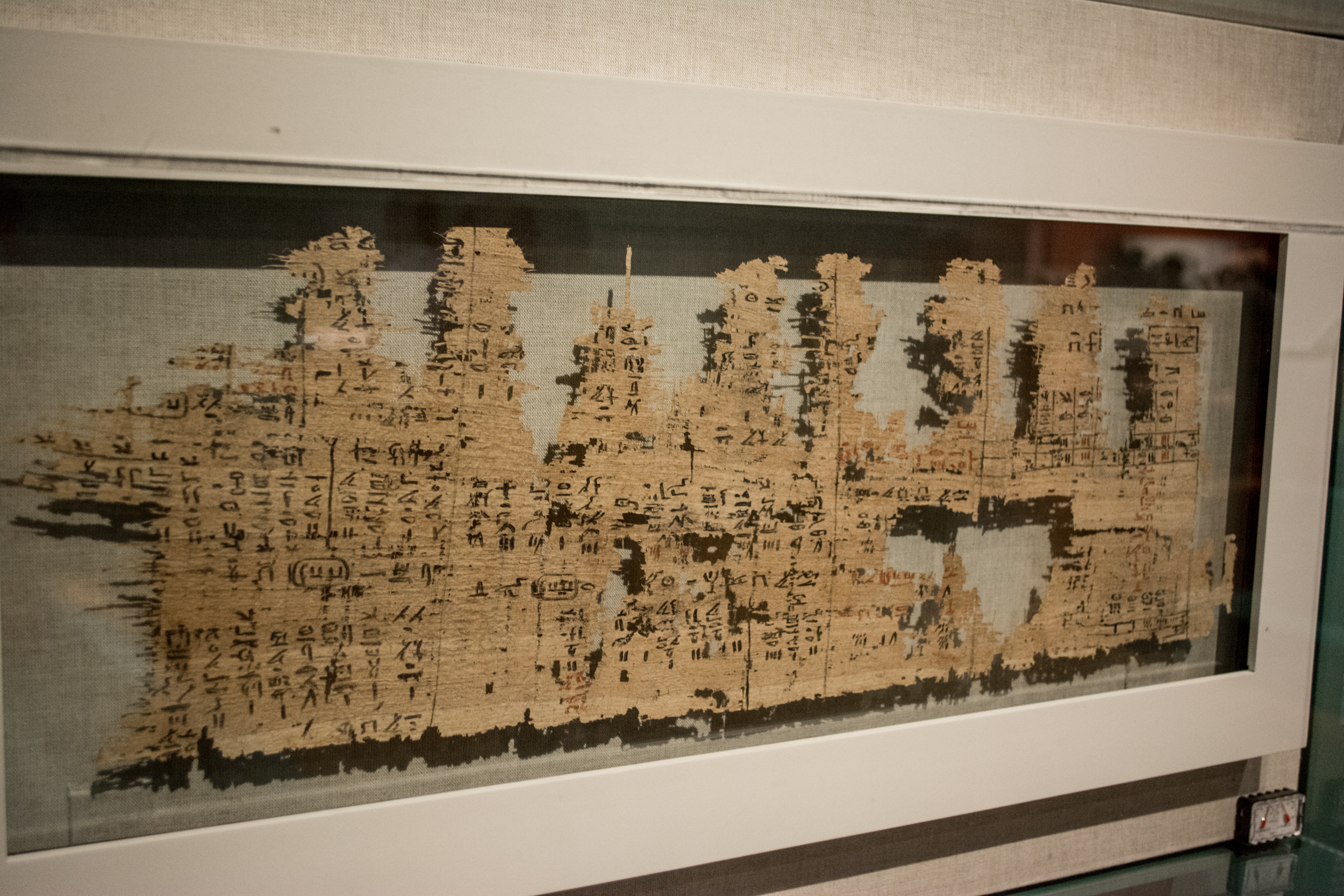
بردية أبو صير توثق الأنشطة اليومية في هرم نفر إر كارع كاكاي

تأتي أهمية الهرم من ظروف بنائه ومحتوياته من المحفوظات من برديات أبو صير.    يقول عالم المصريات الفرنسي نيكولاس غريمال : «كانت أهم مجموعة معروفة من البرديات من المملكة القديمة حتى بعثة 1982 للمعهد المصري لجامعة براغ اكتشف حتى مخبأ أكثر ثراءً في مخزن لمعبد التحنيط القريب من نفر إف رع.» 
تم اكتشاف أول بقايا من ورق البردي من قبل الحفارين غير الشرعيين في عام 1893  وبيعها وتوزيعها في جميع أنحاء العالم في سوق الآثار.  لاحقًا اكتشف بورشاردت بقايا إضافية أثناء التنقيب في نفس المنطقة.  وجدت بقايا مكتوبة بخط هرمي . كتبت المخطوطة بالهيروغليفية.  البرديات الأخرى الموجودة في قبر نفر إر كارع كاكاي تمت دراستها ونشرها بشكل كامل من قبل عالم المصريات الفرنسي بول بوسنر كريجر .  
تمتد سجلات البرديات خلال الفترة الممتدة بين عهد جدكاري إيسي وحتى عهد بيبي الثاني.  وتسرد السجلات جميع جوانب إدارة العبادة الجنائزية للملك بما في ذلك الأنشطة اليومية للكهنة والرسائل.    المهم أن يربط البردي الصورة الأكبر للتفاعل بين المعبد الجنائزي ومعبد الشمس والمؤسسات الأخرى.  على سبيل المثال تشير الأدلة المجزأة على أوراق البردي إلى أن البضائع الخاصة بعبادة نفر إر كارع كاكاي الجنائزية قد تم نقلها بواسطة السفن إلى مجمع هرم الملك.  المدى الكامل لسجلات البرديات التي عثر عليها في أبو صير غير معروف لأن النتائج الأخيرة لا تزال غير منشورة.